# 클라우디아 파니엘로
클라우디아 파니엘로(Claudia Faniello, 1988년 2월 25일 ~ )는 몰타의 가수이다. 유로비전 송 콘테스트 2017에서 몰타 대표로 참가했다.

## 음반 목록
- Convincingly Better (2010)